# 大叔 (韓國電影)
《大叔》（韓語：아저씨）是一部韓國2010年动作剧情電影，由元斌和金賽綸出演，創下620多萬人次觀影票房，是2010年韓國最賣座電影。

## 劇情
車泰植（元斌 飾）是一個靠營運當舖維生，幾乎從不與人來往或外出的神秘人物，不少鄰居甚至懷疑他是隱姓埋名的罪犯。他唯一的朋友，是叫他「大叔」的鄰居小女孩素美（金賽綸 飾）。素美和大叔一樣，都是孤伶一人，對於常圍在自己身邊的素美，大叔雖然總是冷冷對待，但也逐漸打開心房。
素美的媽媽被捲入黑社會之間的金錢紛爭，黑社會也把素美當成人質抓走她。素美與媽媽的遭遇，激發了車泰植的正義感，為了救出素美，大叔開始展開與黑社會之間的鬥爭。此時警方介入調查，由於懷疑大叔涉嫌案情，開始調查他的背景，警方發現大叔的過去特殊且神祕。隨著大叔一步步的使用非常手段來試圖救回素美，他的一切也逐漸清晰起來......。

## 演員
| 演員            | 角色         | 備註                   |
| 元斌            | 車泰植       | 前特工，現在是當鋪老闆 |
| 金賽綸          | 鄭素美       | 泰植鄰居的小女孩       |
| 金太勳          | 金志坤       | 警察                   |
| 金希沅          | 滿錫         | 販毒買賣器官的老大     |
| 金盛吳          | 忠錫         | 滿錫的弟弟             |
| 坦納永·王特拉庫 | Ramrowan     | 來自泰國的殺手         |
| 金孝書          | 孝靜         | 舞孃，素美的媽媽       |
| 宋永彰          | 吳社長       | 販賣毒品的黑道老大     |
| 柳妍美          | 美珍         | 螞蟻窩的小女孩         |
| 韓哲宇          | 高利貸貸款者 | 幫泰植找出忠錫所在地   |
| 郭到元          | 金刑警       | 志坤手下               |
| 南慶邑          |              | 警察局系長             |
| 洪素熙          | 金妍秀       | 泰植的妻子             |
| 權成德          |              | 文具店老人             |
| 白水蓮          |              | 螞蟻窩老奶奶           |
| 李鍾弼          | 盧刑警       | 志坤的手下             |

## 製作團隊
- 導演：李楨凡
- 編劇：李楨凡
- 製作人：李泰憲
- 動作指導：朴正律
- 視覺效果：鄭度安
- 美術設計：朴日賢
- 燈光：李哲宇
- 音樂：沈賢正（朝鲜语：심현정）

## 音樂
- 片尾曲：Mad Soul Child《Dear》

## 幕後花絮
- 本片被譽為韓版的《這個殺手不太冷》，而元斌出色表現也迷倒了全韓無數女性觀眾[原創研究？]。
- 本片主角金賽綸在合作前根本不知道紅遍亞洲各地的巨星元斌。此外，在戲外，金賽綸也是叫元斌“大叔”，而不是“哥哥”。
- 「你們是為明天而活吧？但我是為今天而活！」是片中的經典台詞，為泰植在為黑社會們訓話時所說的話。
- 本片創下了620多萬觀影人次高票房，為2010年最賣座韓國電影。
- 元斌以此片贏得首座影帝獎項。
- 2011年，榮獲韓國第47屆百想藝術大賞電影部門最佳影片，備受肯定。

## 影評
- 知名導演朴贊郁：「影片最後的動作場面足以載入韓國電影史。」
- 《朝鮮日報》：「影片再次證明了具有強烈商業形象的元斌是一位才華橫溢的演員。」

## 獎項
- 2010年 第47屆韓國電影大鐘獎
  - 最佳男主角：元斌　　
  - 最佳剪輯獎：金尚范
  - 人氣明星獎：元斌
- 2010年 第8屆大韓民國電影大獎
  - 最佳男主角：元斌　　
  - 最佳女新人：金賽綸
  - 最佳剪接：金尚范
  - 最佳攝影：李泰允
  - 最佳視覺效果：朴正律
  - 最佳音樂：沈賢正
  - 最佳照明：李哲宇
- 2010年 第31屆青龍獎
  - 最佳技術：朴正律 　　
  - 最高觀影影片獎：《大叔》620萬觀影數
  - 人氣明星獎：元斌
- 2011年 韓國第47屆百想藝術大賞
  - 電影部門最佳電影《大叔》